# Płaszczyzna (Wólka Pętkowska)
Płaszczyzna – część wsi Wólka Pętkowska w Polsce, położona w województwie świętokrzyskim, w powiecie ostrowieckim, w gminie Bałtów. Wchodzi w skład sołectwa Wólka Pętkowska.
W latach 1975–1998 Płaszczyzna administracyjnie należała do województwa kieleckiego.
Wierni Kościoła rzymskokatolickiego należą do parafii św. Teresy od Dzieciątka Jezus w Pętkowicach.